# 龙山镇 (丹江口市)
龙山镇是中华人民共和国湖北省十堰市丹江口市下辖的一个镇。
2012年12月，湖北省民政厅批复同意撤销土台乡，设立龙山镇。

## 行政区划
龙山镇下辖以下村级行政区划单位：
土台村、彭家河村、彭家沟村、龙山嘴村、长沟村、石门沟村、朝阳沟村、岭西村、石桥沟村、白蛇沟村、龙潭河村、白果树村、七里沟村和龙山沟村。